# Spektakularizacija, emocionalizacija in personalizacija politike
Spektakularizacija, emocionalizacija in personifikacija se v sodobni politiki vežejo na ravnanje v političnem prostoru, ki ga je moč zavestno ali nezavestno zaznati.
Ti “fenomeni” so se pojavili z razvojem množičnih medijev; tako je bil tisk na začetku sredstvo za posredovanje informacij javnosti. Ta je tudi omogočal mnenjski pluralizem, ki pa naj bi pa ravno po obdobju lansacije televizije izparil. Sčasoma se je tudi tisk, v določeni meri, preoblikoval in podlegel sprejel stranske učinke uvedbe avdiovizualnih naprav.
Govora je najprej o koreniti spodbudi personifikacija politike. Ta je po besedah Della Porte okrepila monokratske institucije, pogosto pa je spodbudila naraščanje števila tistih volivcev, ki glasujejo na podlagi `lika´ in ne na podlagi političnih stališč.  S tem se ustvarja vtis, da je moč nekega voditelja bolje presojati na podlagi njegovega lika, kot pa na podlagi njegovega programa. Predvolilni boj so tako začeli primerjati z lepotnim tekmovanjem, kjer zmaguje tisti, ki je sposoben zapeljati občinstvo.
Zaznava politične osebnosti pa se je začela vršiti preko televizije, ki je tudi dandanes primarni vir (političnih) informacij , s katero se večina (potencialnih) volivcev seznani s svojimi političnimi voditelji ter tako vstopa v interakcijo z njimi.
Komercializacija in zaostrenost konkurenčnih trgov pa sta sili ta medij v sprejemanje novih programov, ki so privlačni za širše občinstvo, ki je zagotavljalo dobiček. S tem se uvede tudi spektakularizacija politike, ki išče ne samo “privlačno”, zabavno, senzacionalistično upodobitev politike, temveč tudi emocionalno ekspresijo v politični sferi. Ta pa pogosto postane glavni politični dogodek oz. novica. V času vladavine Margaret Thatcher so novice pogosto poudarjale njene čustvene odzive na dogodke. Tipičen naslov se je,na primer v časopisu Daily Mail (3.4.1989), glasil Maggie besni zaradi zadeve afere Lohno. Tudi emocionalni izrazi Billa Clintona so bila priljubljena `dodana vrednost´ novicam o predsednikovih (političnih) izjavah in dejanjih .
Javnost je tako dobila tudi možnost intimnega vpogleda političnih akterjev; iz tega sledi, da so začele veljati (ter tudi veljajo) zasebne zadeve nekega politika več kot njegov program, ali povedano drugače, meje med zasebnim in javnim so se izbrisale. To pa povleče za seboj tudi zmanjšanje praga kritičnosti t. i. racionalnega volilca, saj začne politično dogajanje zaznavati z drugačnimi očmi – izgled postaja kakovost, ki je pomembnejša ne samo od retorike, ampak tudi vsebine, takisto pa velja tudi za osebni appeal. 
V zadnjem desetljetju so (in ne samo) analitiki ugotovili, da emocije pomembno učinkujejo na množično politično vedenje in volilne izbire državljanov. Emocije se torej štejejo v posredovanih sporočilih kot pomemben dejavnik, kar lahko zlahka zaznamo pri emocionalni vsebini političnih oglasov.
Ob teh ugotovitvah se je spremenil pristop politike k množicam, oziroma konkretneje, politikov. Samoprezentacijo dopolni tako strateška uporaba emocij, kot nujna strategija za politični uspeh, kar se kaže tudi v ekshibicionizmu razkazovanja čustev nekaterih politikov, kot primer, lahko navedemo izjavi Billa Clintona “I feel your pain” (“Čutim vašo bolečino”) oziroma Georgea W. Busha “I´m a loving guy” (“Sem ljubeč človek”).
Ob spoznanju politične sfere o novih pristopih, ki jih je moč vpeljati v politični prostor je nastala sinteza personifikacija, emocionalizacije in spektakularizacije v politiki. Ravno to pa vodi med drugim v površnost informacije, ki je posredovana vse bolj s podobami, vse manj pa z besedami, tako da vidno prekaša spoznavno, kar vodi h gledanju brez razumevanja. Prav tako sta se spremenili tudi politična komunikacija in (samo)prezentacija, kar lahko zlahka zaznamo ob vsakodnevnih medijih.